# Altarbild von San Barnaba
Das Altarbild von San Barnaba (italienisch Pala di San Barnaba) ist ein Gemälde des italienischen Renaissance-Malers Sandro Botticelli und befindet sich heute in den Uffizien von Florenz. Das Altarbild, bekannt auch als (Thronende) Madonna mit Kind, (vier) Engeln und (sechs) Heiligen, war für den Hochaltar einer Florentiner Kirche bestimmt, die dem heiligen Barnabas geweiht ist.

## Bildbeschreibung
Vom Bildtypus handelt es sich um eine so genannte Sacra Conversazione, eine heilige Unterredung, bei der die thronende Maria mit dem Jesuskind von mehreren Heiligen umgeben ist. In der Mitte des Bildes sieht man die Gottesmutter unter einem Baldachin mit Schleier und Heiligenschein auf einem Thron sitzen. Maria hat ein zartes Gesicht, leicht länglich und schlank wie auf dem Gemälde des Bardi-Altars, mit scharfen Zügen, die ihr etwas Leidvolles und Asketisches verleihen. In ihren Händen hält sie das Jesuskind, das eine segnende Geste zeigt. Die Gottesmutter und das Jesuskind haben als einzige Personen auf dem Bild dem Betrachter den Blick zugewandt.

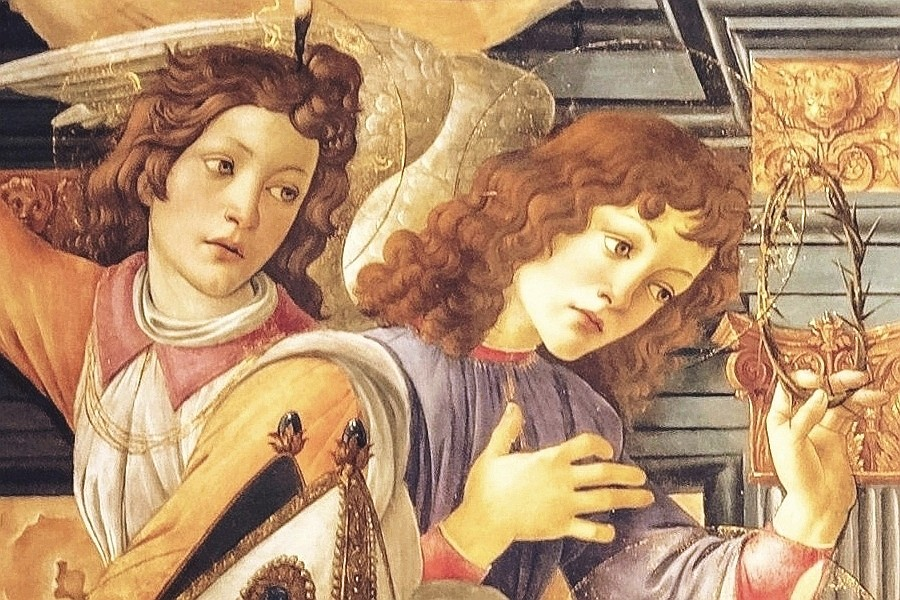
Engel mit Dornenkrone

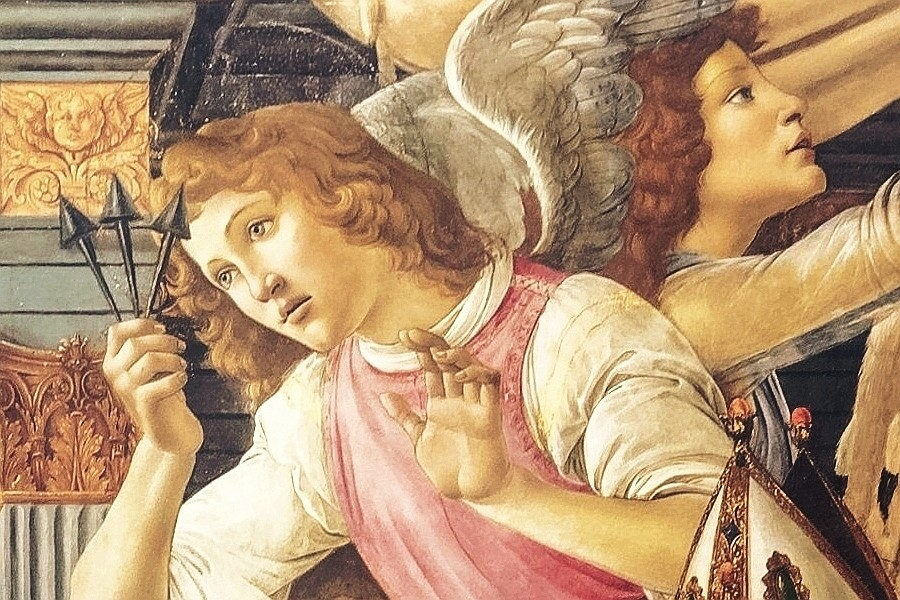
Engel mit Kreuzigungsnägeln

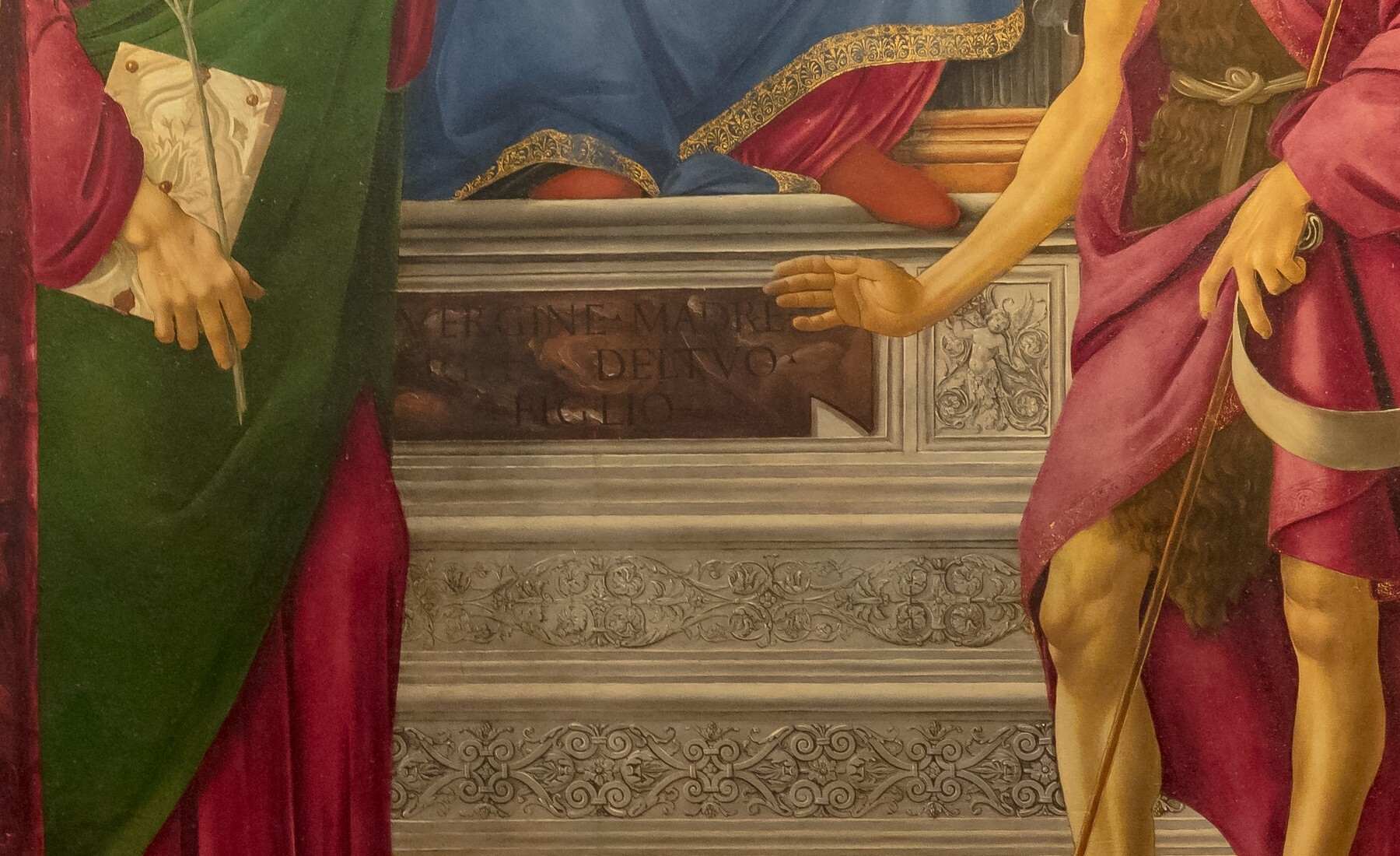
Inschrift aus der Göttlichen Komödie

Neben der Gottesmutter befinden sich auf beiden Seiten Engelspaare mit filigranen Heiligenscheinen. Zwei der Engel halten links und rechts außen die Tücher des Baldachins, während die anderen beiden dem Jesuskind eine Dornenkrone und Nägel zur Kreuzigung zeigen, die die Passion Jesu vorwegnehmen. Auf dem Podest des Marienthrons liest man in drei Zeilen den Vers VERGINE MADRE, FIGLIA DEL TUO FIGLIO (Jungfräuliche Mutter, Tochter deines Sohnes) mit dem Dante Alighieri in seiner Göttlichen Komödie das Gebet von Bernhard von Clairvaux beginnen ließ. Botticelli war ein großer Bewunderer der Göttlichen Komödie, für die er später zahlreiche Illustrationen anfertigte.

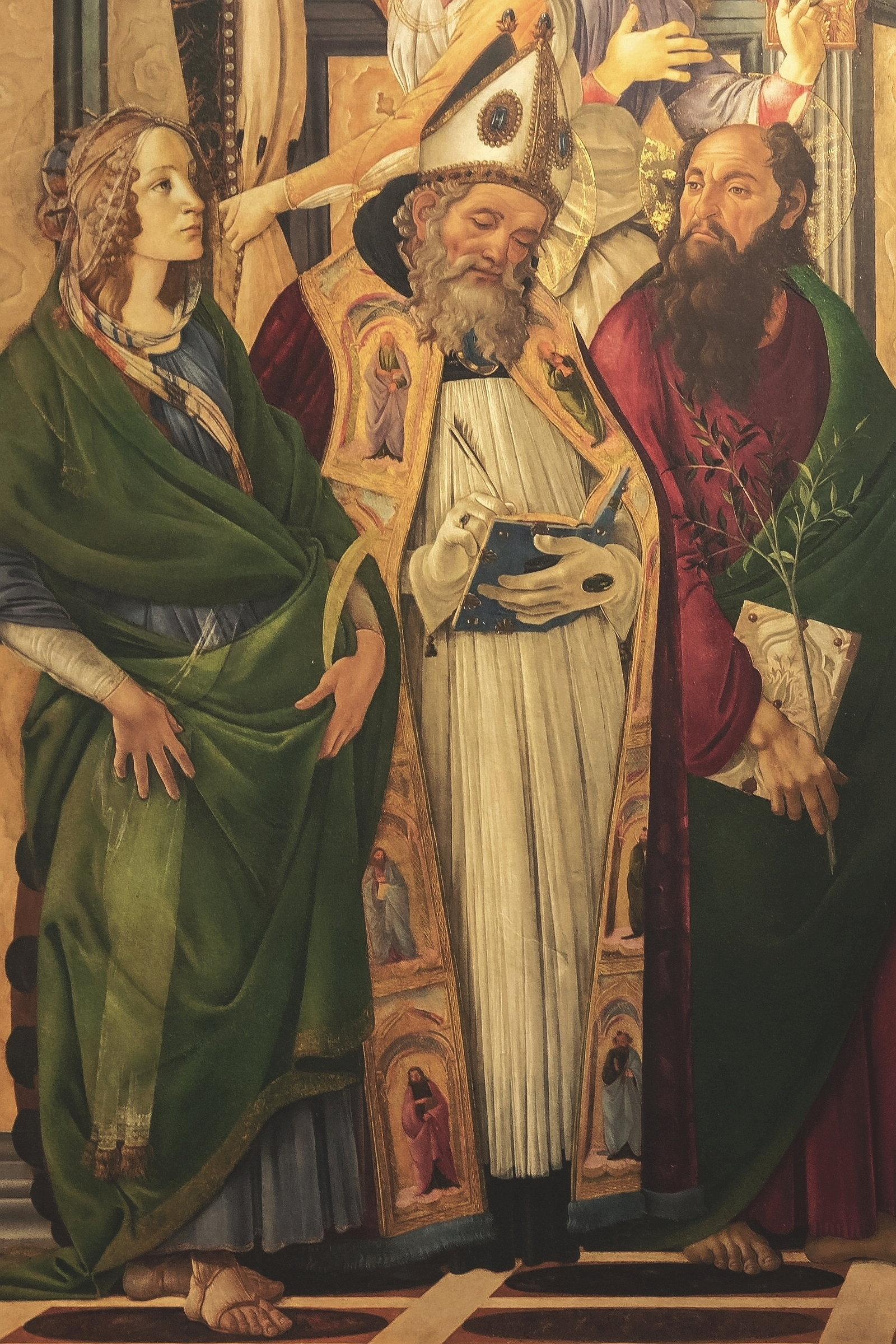
Katharina von Alexandrien, Augustinus und Barnabas
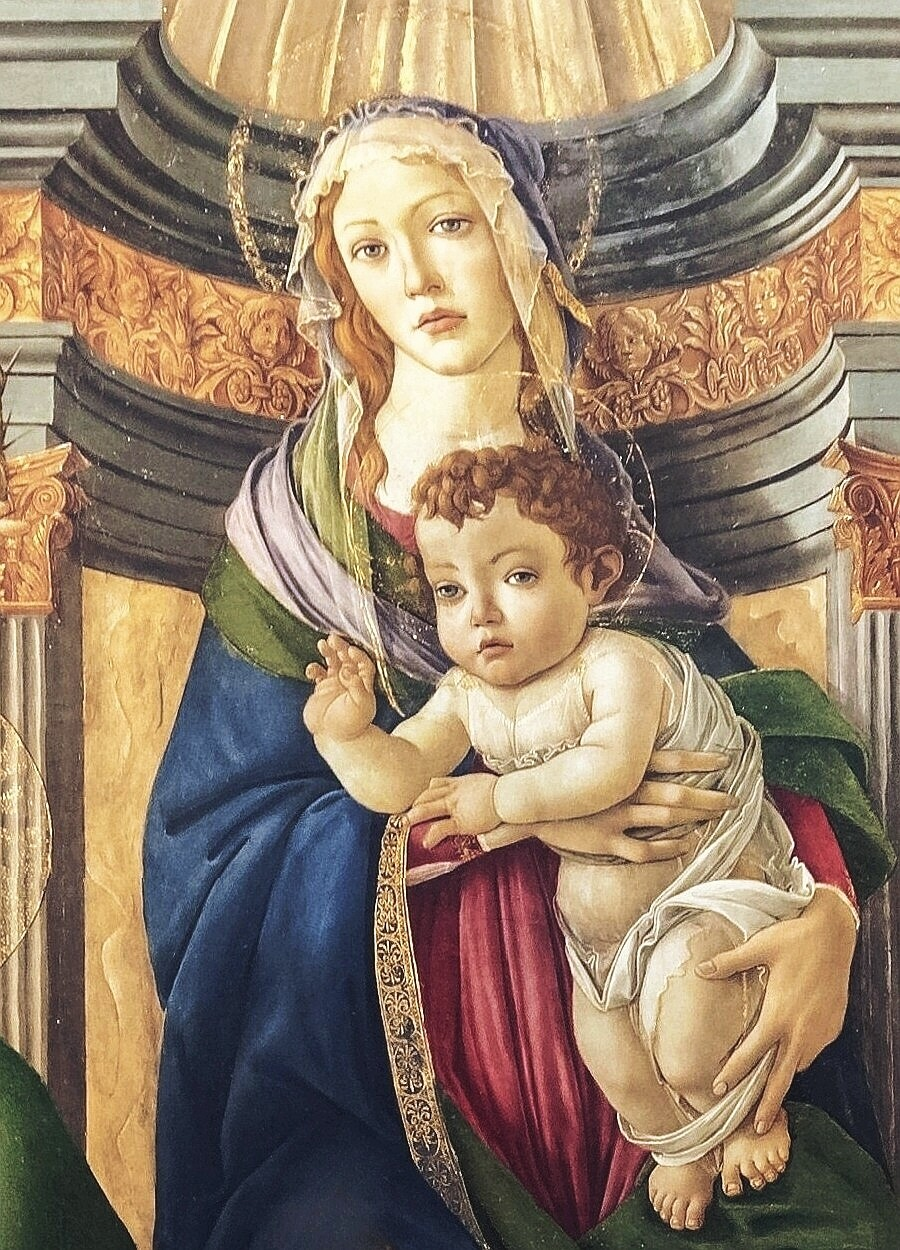
Madonna mit Kind
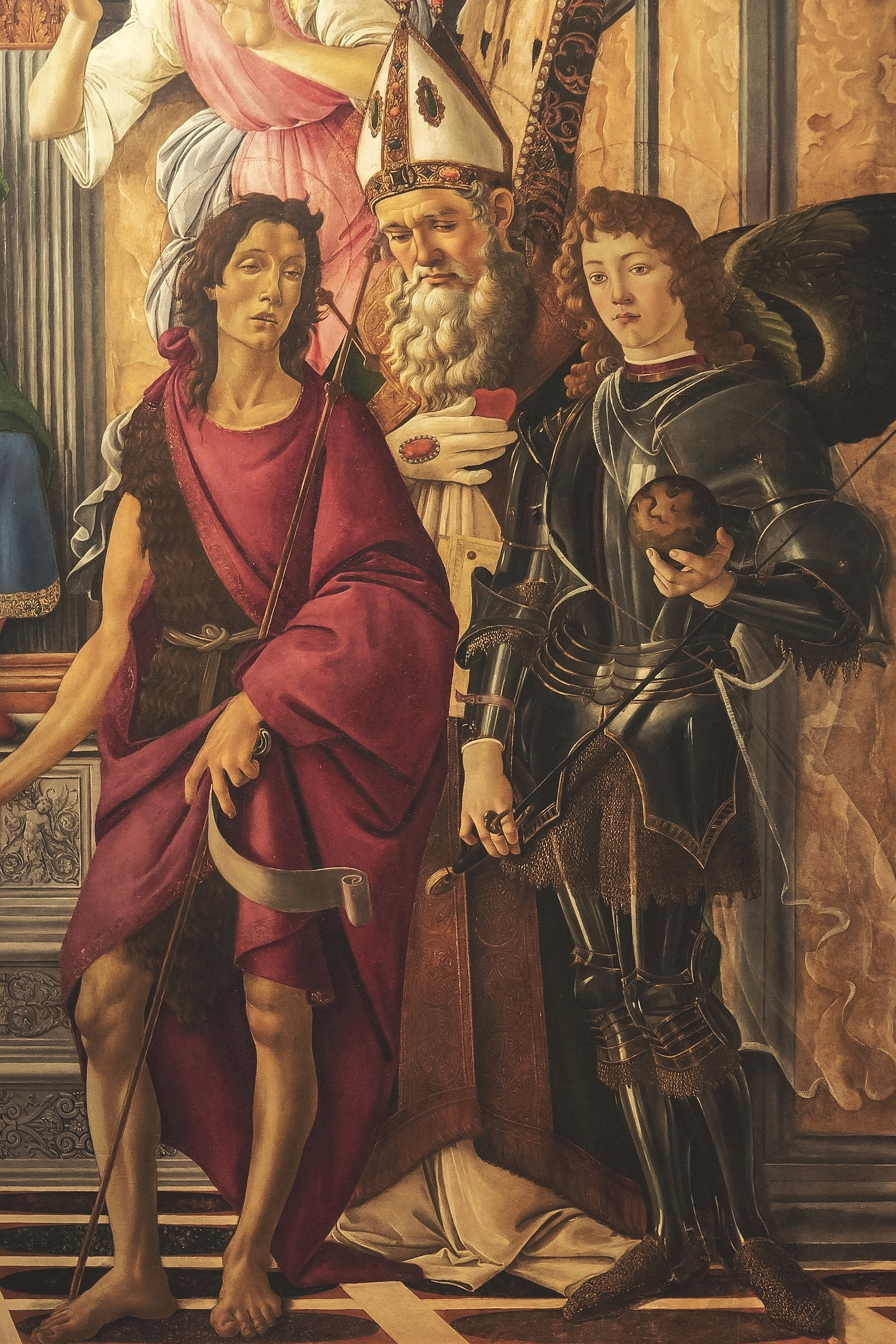
Johannes der Täufer, Ignatius und der Erzengel Michael

Im Vordergrund sieht man sechs Heilige, die in zwei Dreiergruppen unterteilt sind. Von links nach rechts dargestellt sind:
- Die frühchristliche Märtyrerin Katharina von Alexandrien, eine der vier großen heiligen Jungfrauen.
- Der Kirchenlehrer Augustinus, einer der vier lateinischen Kirchenväter des patristischen Zeitalters der Alten Kirche.
- Der Apostel Barnabas, einer der führenden Missionare des Frühchristentums und Lehrer des Paulus von Tarsus.
- Der jüdische Bußprediger Johannes der Täufer, Prophet der Endzeit, Wegbereiter Jesu Christi und Stadtpatron von Florenz.
- Der frühchristliche Märtyrer Ignatius von Antiochien, Bischof von Antiochien, Missionar und Verfasser der Ignatiusbriefe.
- Der Erzengel Michael, gemäß der Offenbarung des Johannes Bezwinger des Satans.

Die Dargestellten lassen sich anhand ihrer Heiligenattribute identifizieren. Die heilige Katharina von Alexandrien erkennt man an dem Rad hinter ihr, mit dem sie vor ihrer Enthauptung gerädert wurde. Augustinus wird typischerweise beim Verfassen einer seiner zahlreichen theologischen Schriften gezeigt. Der heilige Barnabas ist mit einem Olivenzweig und dem Matthäusevangelium dargestellt, das er Kranken zur Heilung auflegte. Johannes den Täufer erkennt man an seinem Fellgewand und dem stilisierten Kreuz. Der heilige Ignatius von Antiochien hält sein Herz in der Hand, das ihm nach seinem Tod entnommen wurde und auf dem das Christusmonogramm IHS eingebrannt war. Der geflügelte Erzengel Michael zeigt sich mit Rüstung, Stichwaffe und der Weltkugel (Sphaira) als christliches Machtsymbol.
Die Heiligenfiguren sind in korrespondierenden Paaren angeordnet. Rechts von Maria, vom Betrachter aus links, und damit auf einem Ehrenplatz findet sich der heilige Barnabas, dem die Kirche geweiht war. Ihm entspricht auf der anderen Seite Johannes der Täufer, der Schutzpatron von Florenz. In Gestalt der beiden Heiligen konnten insbesondere die Augustiner des angrenzenden Klosters und die Zunftmitglieder den Segen des Christuskinds entgegennehmen. Die beiden Bischöfe Augustinus und Ignatius, entsprechend dargestellt mit Untergewand, Schultertuch, Pontifikalhandschuhen und Mitra, stehen jeweils in der Mitte der Dreiergruppen. Die heilige Katharina und der Erzengel besetzen die Außenpositionen.
Die Architektur im Hintergrund erinnert an die Pracht der römischen Klassik, aber auch an florentinische Werke wie die Pazzi-Kapelle von Filippo Brunelleschi. Es handelt sich um eine Nische mit einem rechteckigen Grundriss, die von einem runden Tonnengewölbe mit einem großen Gesims bedeckt ist. In die Rückwand sind zwei monochrome Rundbilder eingelassen, in denen die Verkündigung des Herrn dargestellt wird. Links sieht man den Erzengel Gabriel und rechts die Gottesmutter. Nach vorne in den Raum ragt ein Baukörper mit einer halbrunden Nische (Ädikula), in der die Gottesmutter thront. Nach oben schließt die Nische mit einer breiten Archivolte und einer muschelförmigen Bedachung ab. Dass eine Muschel den oberen Abschluss einer Wandnische bildet, ist in der italienischen Renaissancemalerei häufig anzutreffen, meist als antikes Zitat. Im Bildvordergrund erkennt man einen Marmorfußboden, der sich zentralperspektivisch verjüngt und auf einen Fluchtpunkt zuläuft.

## Predella

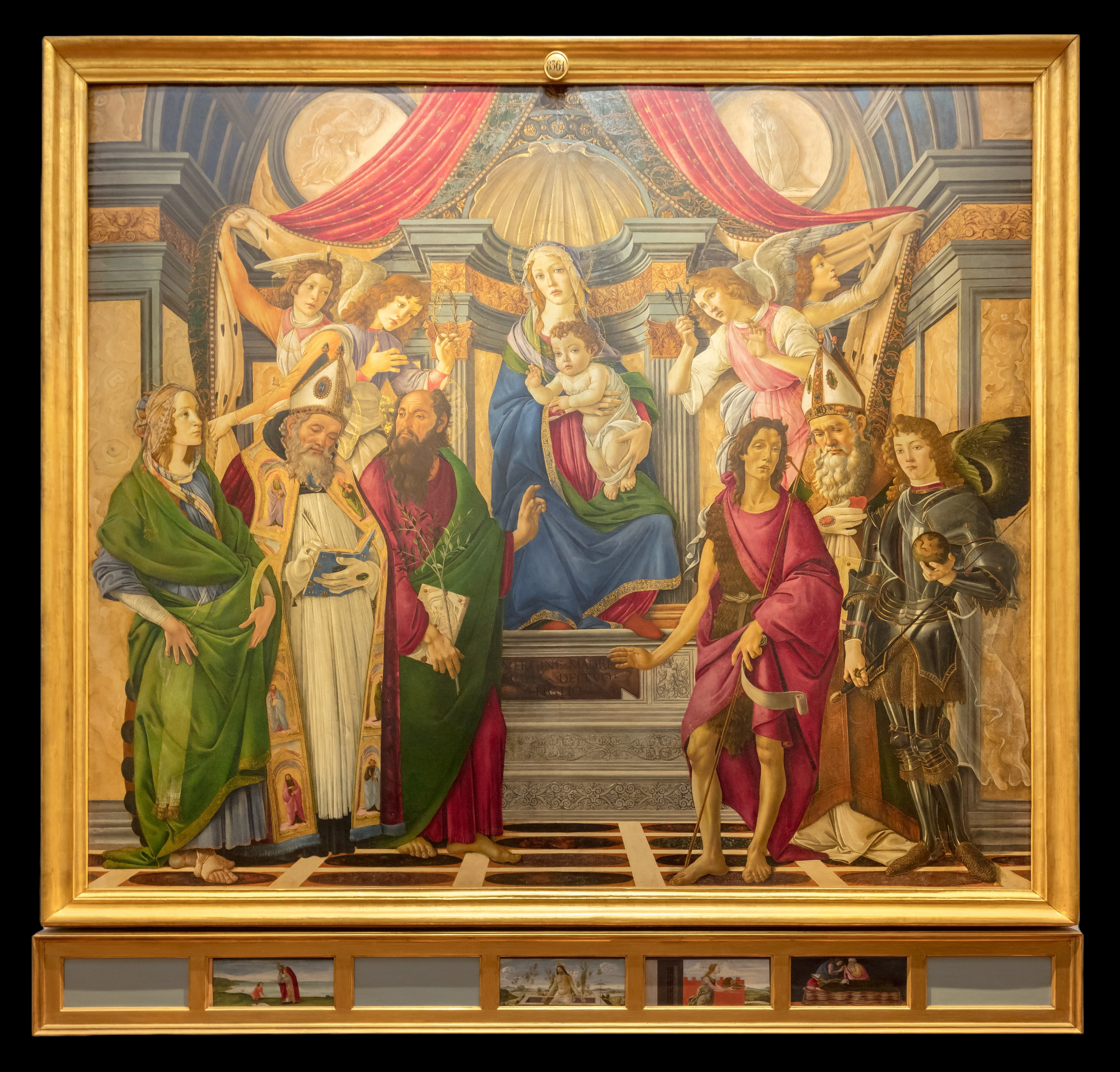
Altarretabel mit Predella

Unterhalb des Altaraufsatzes (Altarretabel) befindet sich ein langer Sockel (Predella) mit sieben Feldern für kleinformatige Bilder, von denen nur vier erhalten geblieben sind. Wahrscheinlich nahmen die Bilder unmittelbar Bezug zu den jeweils darüber dargestellten Bildfiguren. So sieht man Augustinus, wie er in einer Vision am Strand mit einem Kind spricht, das mit einer Muschel das Meerwasser in eine Grube schöpft. Der Legende Augustinus und der Knabe am Meer zufolge antwortete das Kind auf die Frage nach dem Zweck seines Tuns, dass es ebenso vergeblich sei, wie der Versuch das Geheimnis der Dreifaltigkeit zu verstehen. Das zweite noch erhaltene Bild ist unterhalb des Jesuskinds angeordnet und zeigt in einer sanften Landschaft die Auferstehung Jesu Christi aus einem steinernen Grab. Daneben sieht man, wie Salome mit dem Kopf des Täufers aus dem Gefängnis kommt und entlang einer Ziegelmauer zu ihrem Stiefvater Herodes Antipas geht. Das letzte erhaltene Bild nimmt Bezug zum heiligen Ignatius. Die beiden Personen haben ihm soeben das Herz entnommen und entdecken das Christusmonogramm.

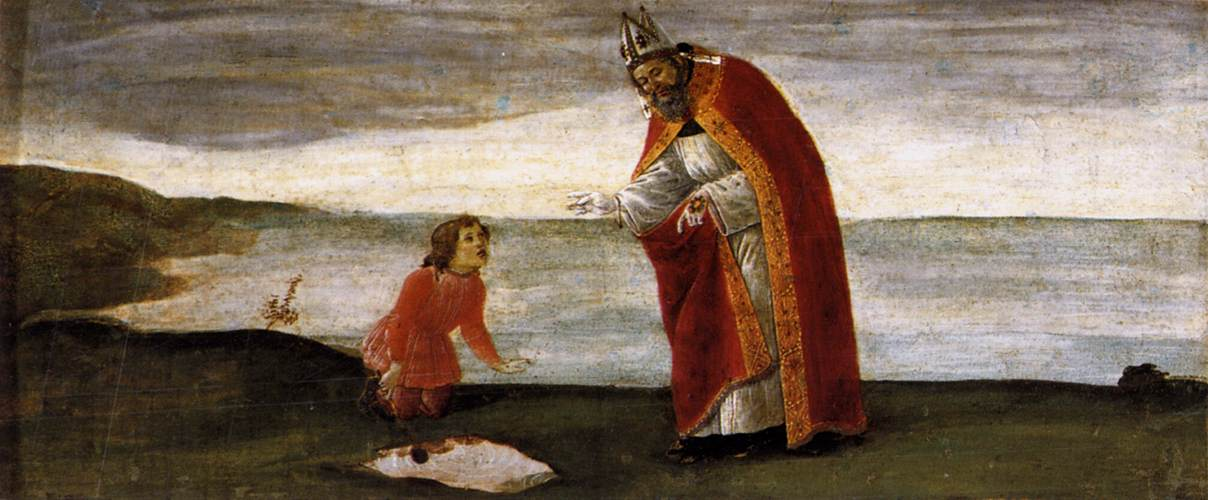
Augustinus und der Knabe am Meer
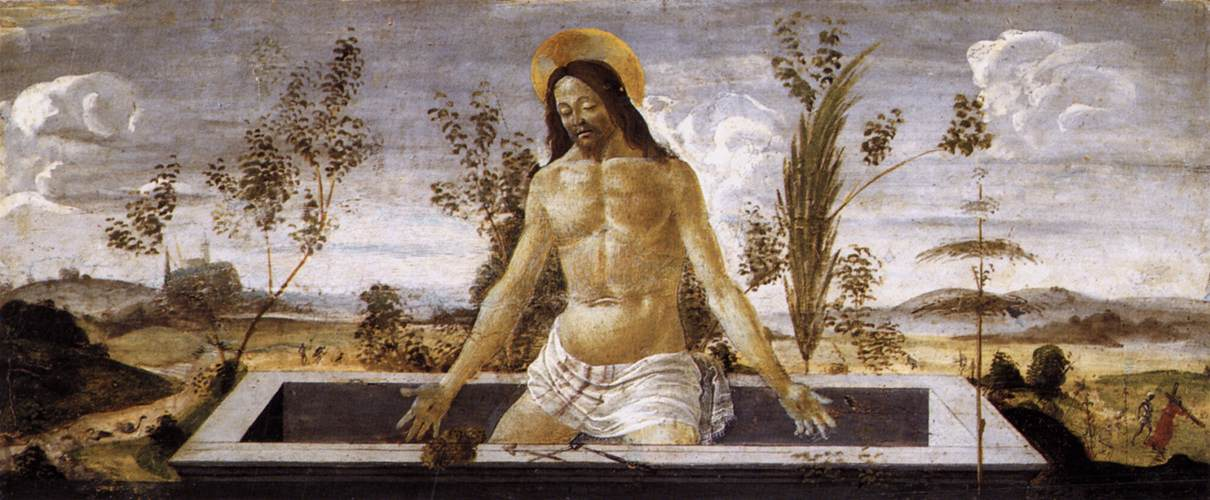
Auferstehung des Heilands
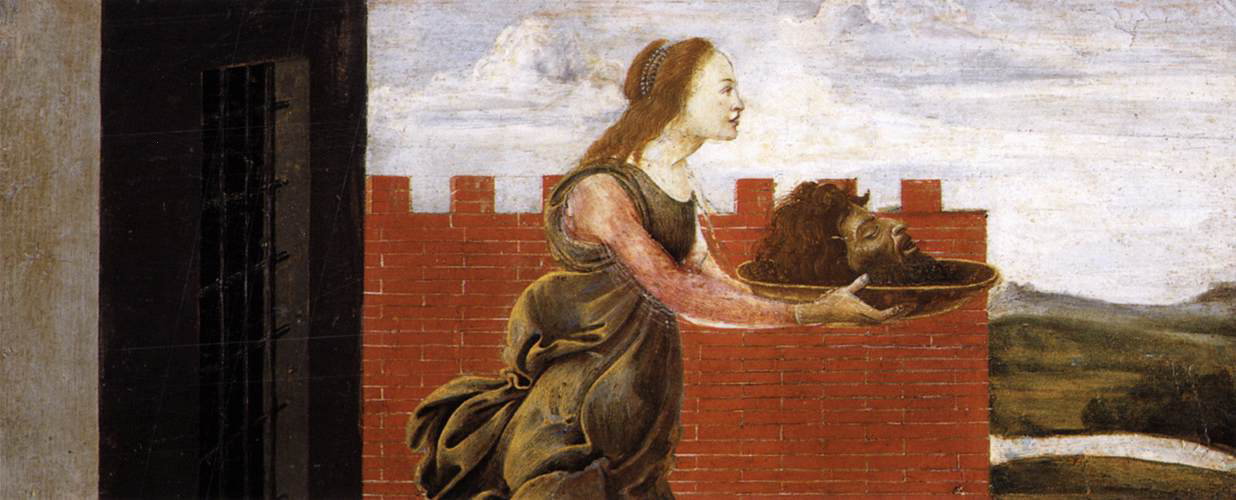
Salome mit dem Kopf des Täufers
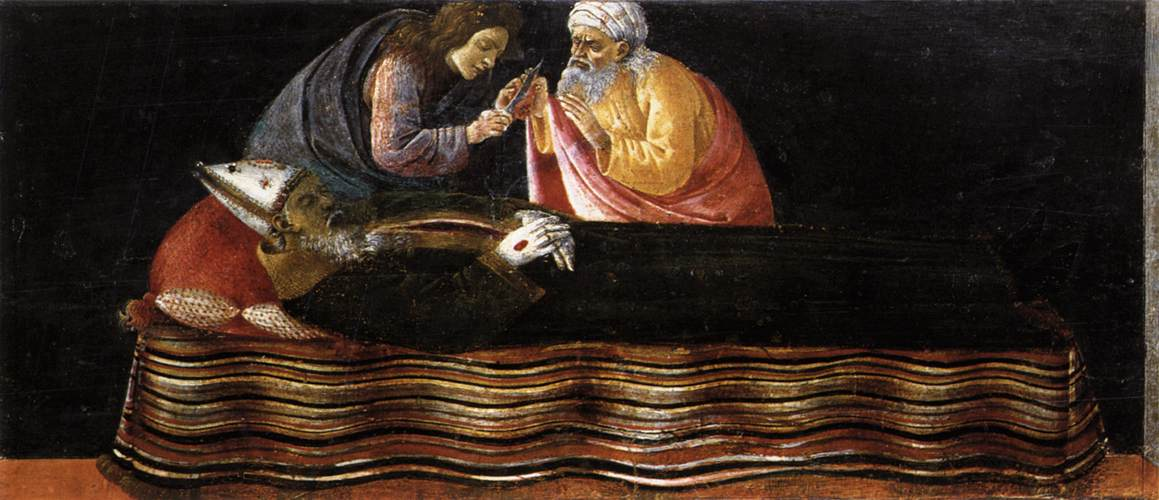
Das Herz von Ignatius

## Hintergrund
Um 1487 wurde Botticelli beauftragt, ein großes Gemälde für den Hochaltar der Kirche von San Barnaba anzufertigen. Da die Mediziner Barnabas als Schutzheiligen verehrten und das Patronat der Kirche innehatten, geht man davon aus, dass die Zunft der Ärzte und Apotheker (Arte dei Medici e Speziali) den Auftrag erteilte. Von den Vorarbeiten ist noch eine Skizze mit Johannes dem Täufer erhalten geblieben. Das Gemälde wurde erstmals 1510 von Francesco Albertini in seinem Werk Memoriale di molte statue et picture erwähnt. Das Bild blieb bis 1700 an seinem Standort. Dann brachte man es an einer Rückwand der Kirche an. Eine Replik der Madonna mit Kind, die ursprünglich aus der Sammlung des Ferdinando Panciatichi Ximenes stammt, wurde 2016 bei Sotheby’s versteigert.
1717 erweiterte der Maler und Restaurator Agostino Veracini das Altarbild nach oben, indem er das Tonnengewölbe und einen abschließenden Bogen ergänzte und den Baldachin nach oben verlängerte. Bei dieser Gelegenheit entfernte man die Predella, die dem Hauptgemälde als Basis gedient hatte. Aus dem Jahr 1791 ist eine Radierung des Altarbilds überliefert, die sich in einem Werk über die toskanische Malerei mit dem Hinweis findet, das Gemälde würde aufgrund der Komposition und Pinselführung aus dem Werk Botticellis herausragen. 1808 kam das Gemälde im Zuge der Enteignung kirchlicher Güter unter Napoleons Herrschaft über Italien in die Accademia. Im 19. Jahrhundert wurde der grüne Mantel der Katharina von Alexandrien in Öl neu bemalt, wodurch seine Plastizität beeinträchtigt und die Figur unbeholfener wurde.
1919 gelangte das Altarbild schließlich in die Uffizien. Dort entfernte man die von Veracini hinzugefügten Teile, fertigte einen neuen Rahmen mit Predella an und setzte die verbliebenen vier Bilder ein. Während des Zweiten Weltkriegs wurde das Altarbild in einen Schutzraum in der Medici-Villa von Poggio a Caiano aufbewahrt. Im Jahr 2000 wurde das Werk unter der Leitung von Sandra Freschi und Nicola MacGregor einer erneuten Restaurierung unterzogen. Seit 2002 ist das Altarretabel mit der Predella wieder in der Ausstellung. Auch aufgrund der klassischen Architektur, die bereits auf die Kunst des sechzehnten Jahrhunderts hindeutet, gilt das Altarbild heute als außergewöhnliches Werk. Daneben kann man hinter der Nüchternheit der Personen eine große Ausdruckskraft und eine tiefe Religiosität erkennen, die diese Zeit prägte.

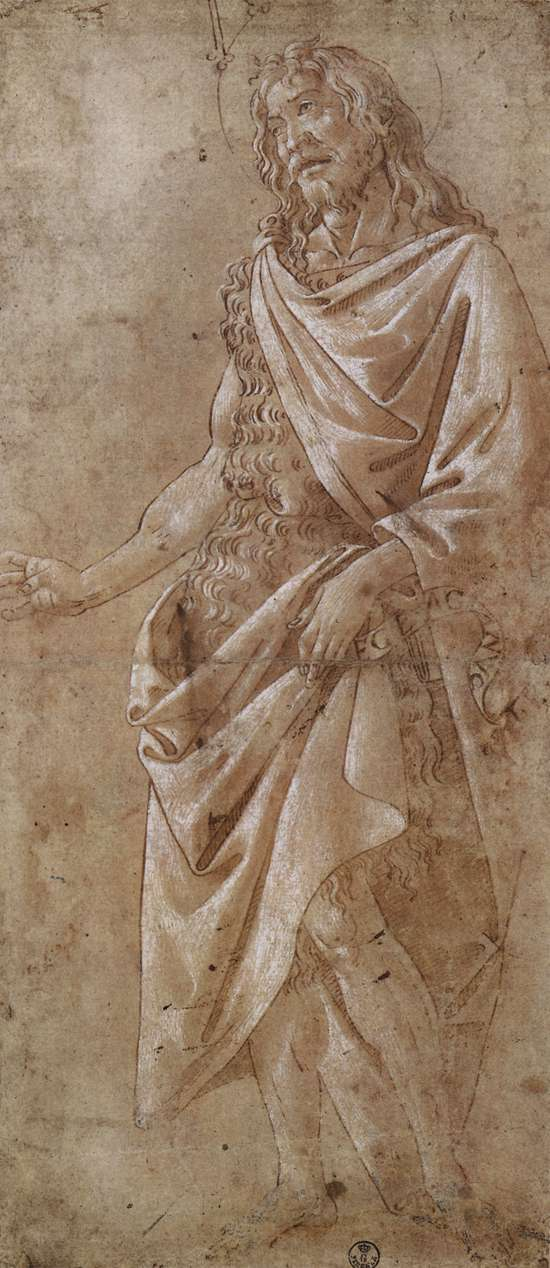
Zeichnung mit Johannes dem Täufer
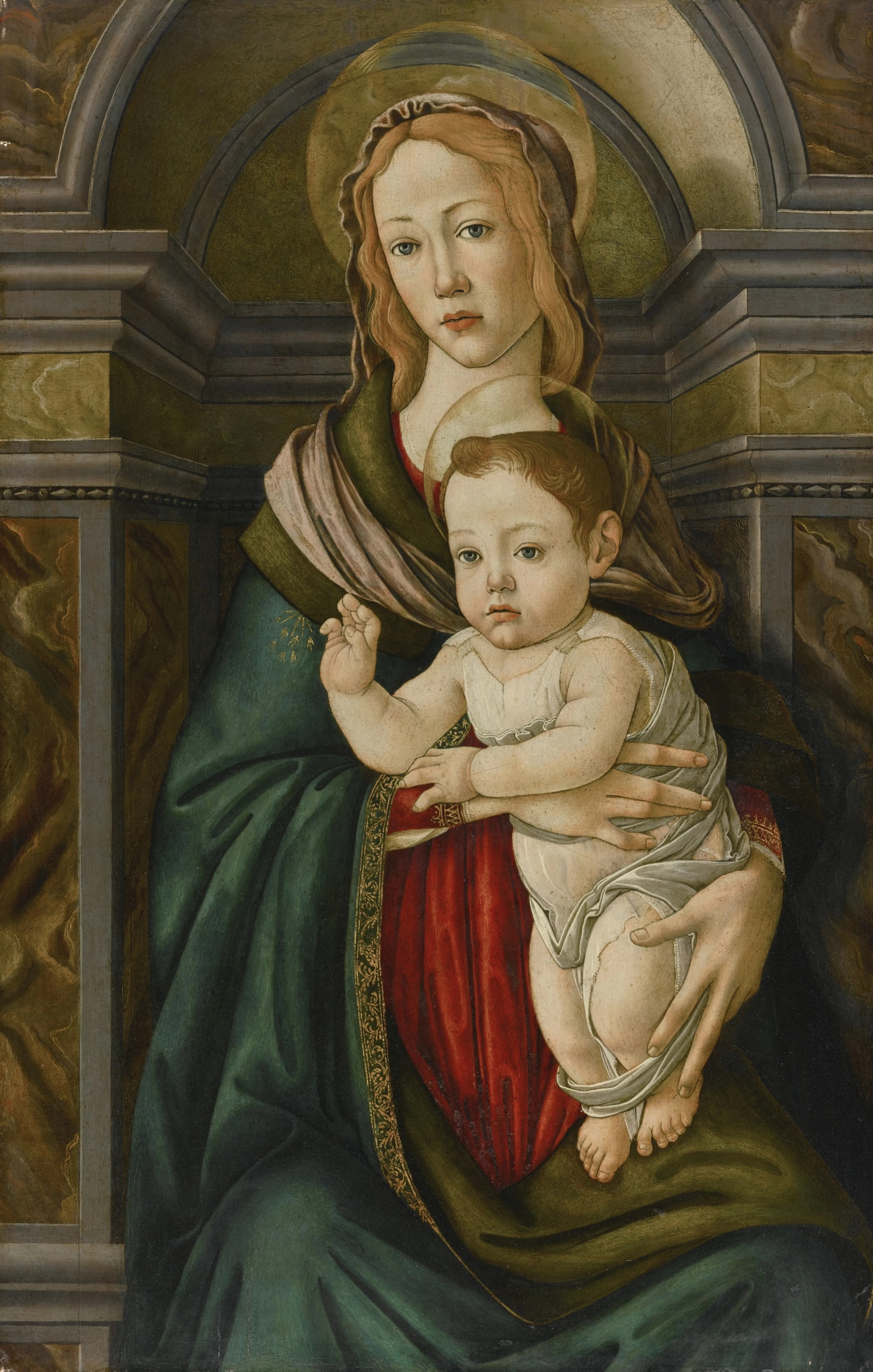
Madonna mit Kind aus der Werkstatt Botticellis
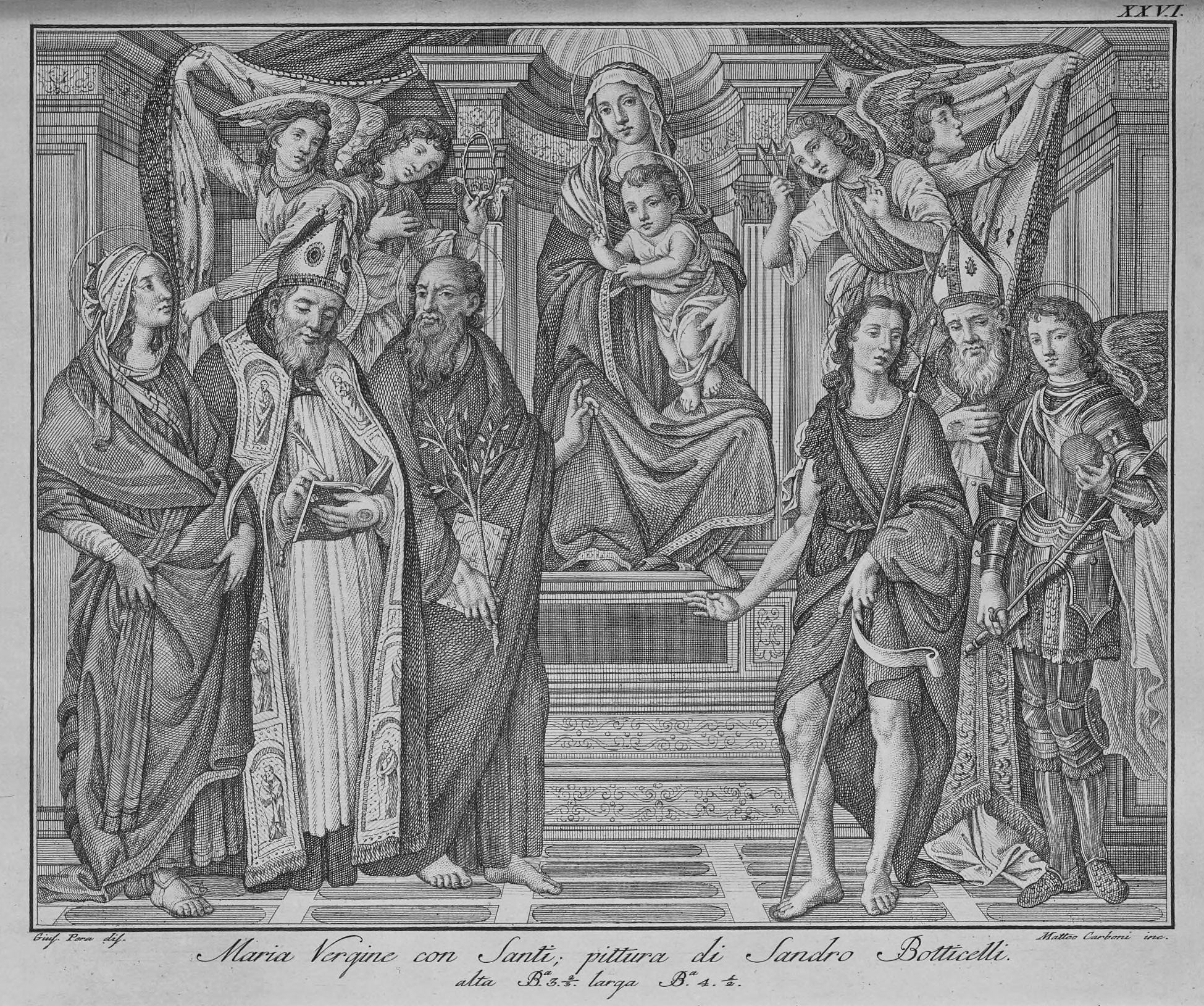
Radierung des Altarbilds